# Marlon Jackson

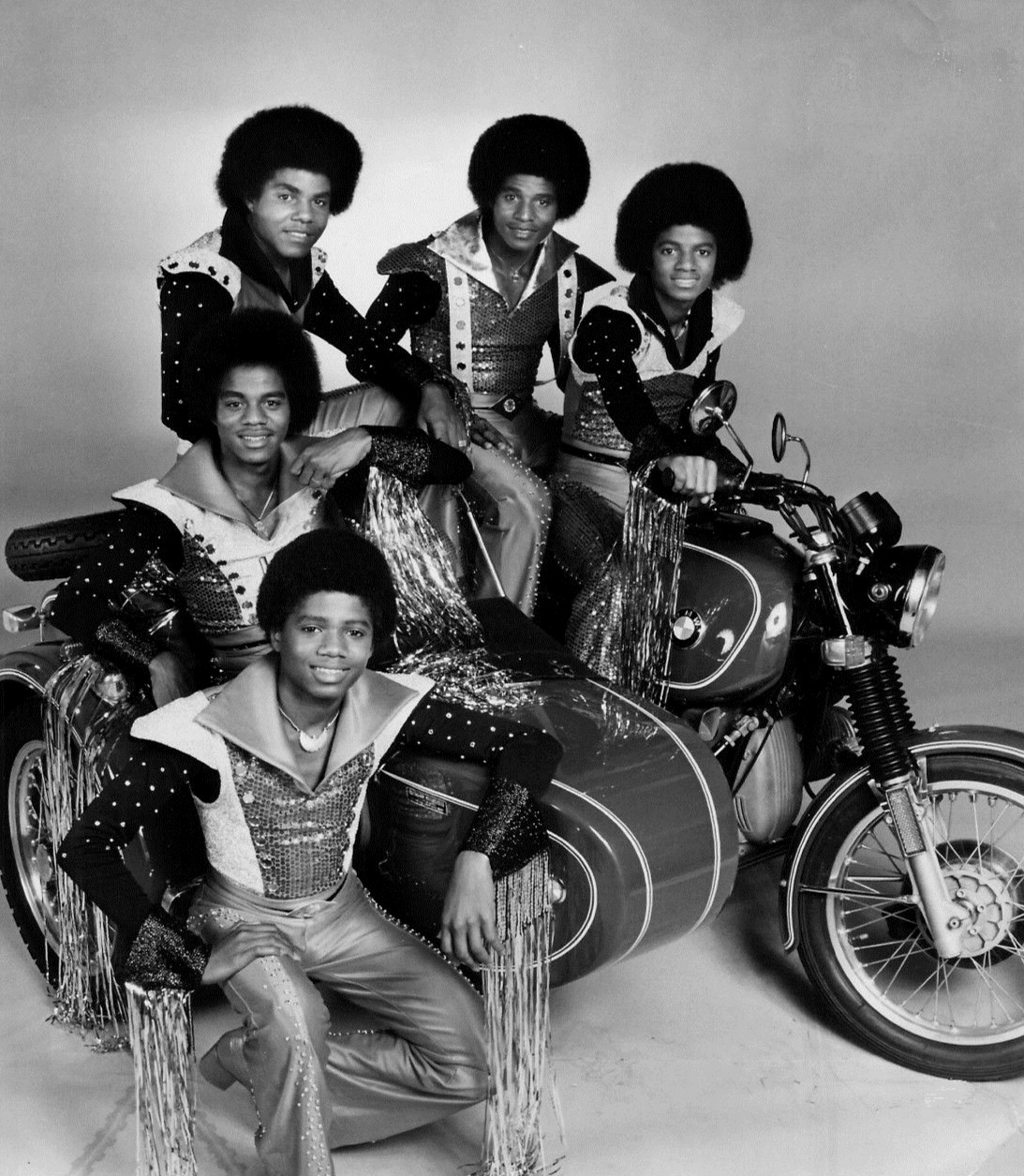
The Jacksons. Från nere till vänster: Randy, Marlon, Tito, Jackie och Michael, som kör motorcykeln.

Marlon David Jackson, född den 12 mars 1957 i Gary, Indiana, är en amerikansk musiker och skådespelare.
Marlon föddes som nummer sex i den berömda syskonskaran Jackson. Han var med i familjebanden The Jackson Five och The Jacksons på 70- och 80-talet tillsammans med sina bröder Jackie, Tito, Jermaine, Michael och Randy. Hans systrar Rebbie, La Toya och Janet är även de sångerskor/artister.
Marlon hade en tvillingbror, Brandon, men han dog direkt vid födseln. 
Sedan augusti 1975 är Marlon gift med Carol Parker, med henne har han två döttrar och en son.

## Diskografi
- Baby Tonight (1987)

## Filmografi
- Nell (1994)